# Trekvaartbrug
De Trekvaartbrug is een brug in de binnenstad van de Nederlandse stad Leiden. De brug verbindt de Rijnsburgersingel met de Maresingel. Hier vertrok vroeger de trekschuit naar Haarlem. In 1950-1951 werd deze brug gebouwd door aannemer Zitman, als vervanger van de 17e-eeuwse brug. Op 26 mei 1951 werd de brug feestelijk in gebruik genomen. 